# Lettre à la prison
Pour plus de détails, voir Fiche technique et Distribution.
Lettre à la prison est un film franco-tunisien réalisé en 1969 par Marc Scialom et sorti en 2009.

## Synopsis
Un jeune Tunisien, Tahar, est envoyé en France par sa famille afin de venir en aide à son frère, emprisonné à Paris pour meurtre alors qu'il est innocent. Débarquant à Marseille, il se rend compte que ses certitudes faiblissent face aux mentalités de la population française et des Tunisiens vivant dans l'hexagone.

## Fiche technique
- Titre : Lettre à la prison
- Réalisation : Marc Scialom
- Scénario : Marc Scialom
- Photographie : Marc Scialom
- Son : Fred Bielle et Gaëlle Vu (restauration en 2008)
- Musique : Matar Mohamed et Mohamed Saada
- Montage : Marc Scialom
- Production : Film Flamme - Le Sacre - Polygone Étoilé
- Distribution : Shellac
- Pays d'origine :  France
- Durée : 70 minutes
- Date de sortie : France - 2 décembre 2009

## Distribution
- Tahar Aïbi : Tahar
- Marie-Christine Lefort : la jeune fille rencontrée par Tahar
- Marie-Christine Rabedon : une jeune femme
- Myriam Tuil : l'hôtelière
- Jean-Louis Scialom : un petit garçon sur la terrasse
- Romdane Mansour : Romdane
- Martine Biérent : la jeune fille rencontrée par Romdane
- Jean-Louis Dupont : l'assassin
- Selim : le petit garçon à la flûte
- Boulem Tourihg : voix de Tahar
- Hamid Djellouli : voix de Romdane
- Camé : le chien

## Sélections
- FID Marseille 2008[1]
- Viennale 2008[2]
- Festival international du film de Mar del Plata 2008

## À propos du film
Marc Scialom tourne et monte Lettre à la prison entre 1969 et 1971. Son scénario ayant été refusé par le Centre national de la cinématographie, il décide de réaliser le film avec ses propres moyens. Le tournage peut être entrepris grâce à l'aide de Chris Marker qui prête une caméra 16 mm. Toutefois, Lettre à la prison doit attendre quarante ans et l'action de la fille du réalisateur (devenu entre-temps maître de conférences d'italien à l'université de Saint-Étienne) pour sortir dans les salles françaises après avoir été restauré au laboratoire de restauration de la Cinémathèque de Bologne.